# Pedunculata
Los percebes (orden Pedunculata) son crustáceos filtradores que viven fijos a superficies duras como rocas en la zona intermareal o a objetos flotantes.

## Biología
Algunas especies de percebes son pelágicas y se encuentran con frecuencia en maderas u otros objetos flotantes. Las especies intermareales dependen más del movimiento del agua que del movimiento de sus cirros para alimentarse por lo que se encuentran fundamentalmente en costas expuestas.

## Mitología

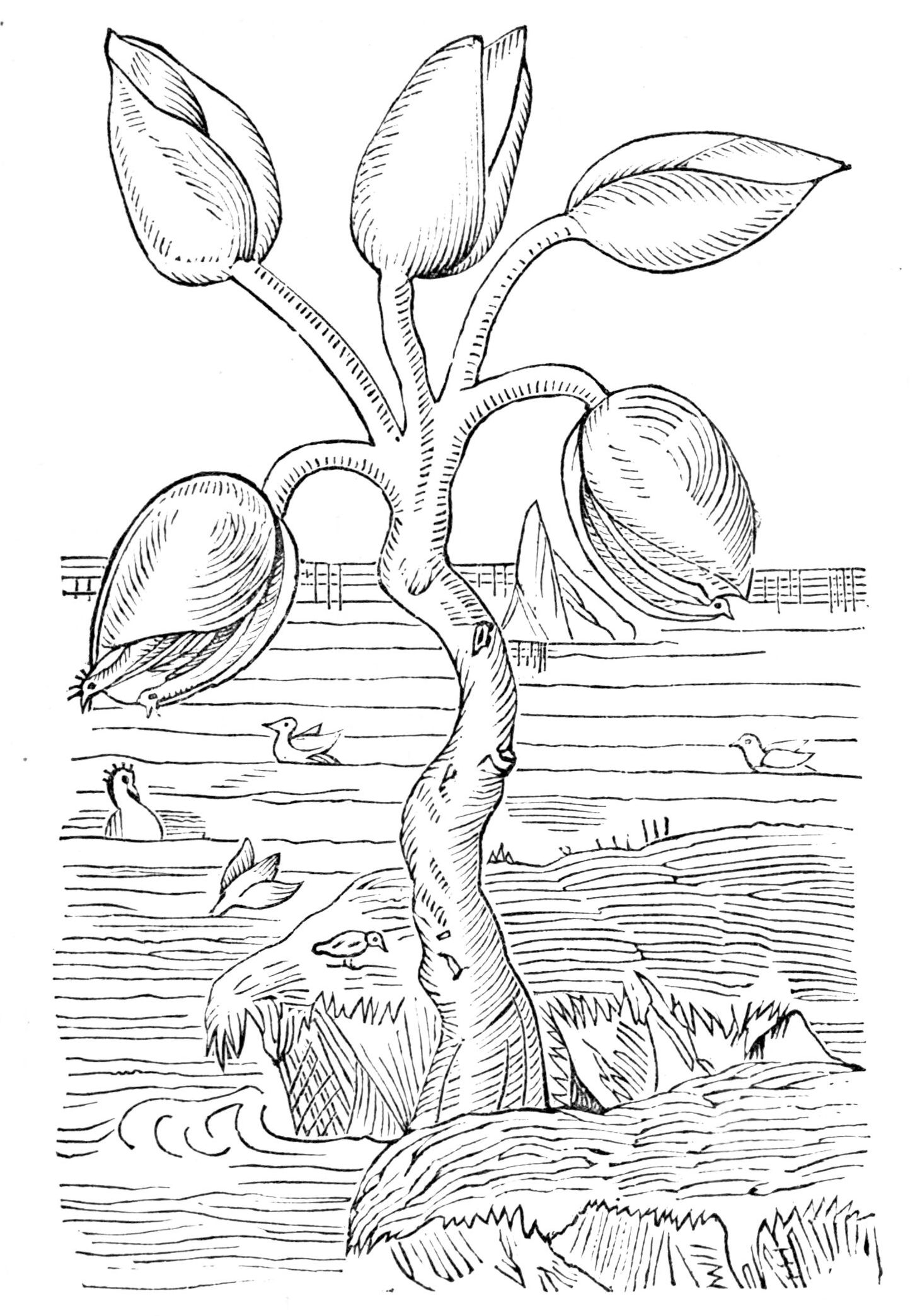
El "árbol de los ánades" de John Gerard (1597), demostrando la creencia de que los gansos se originaban de los percebes

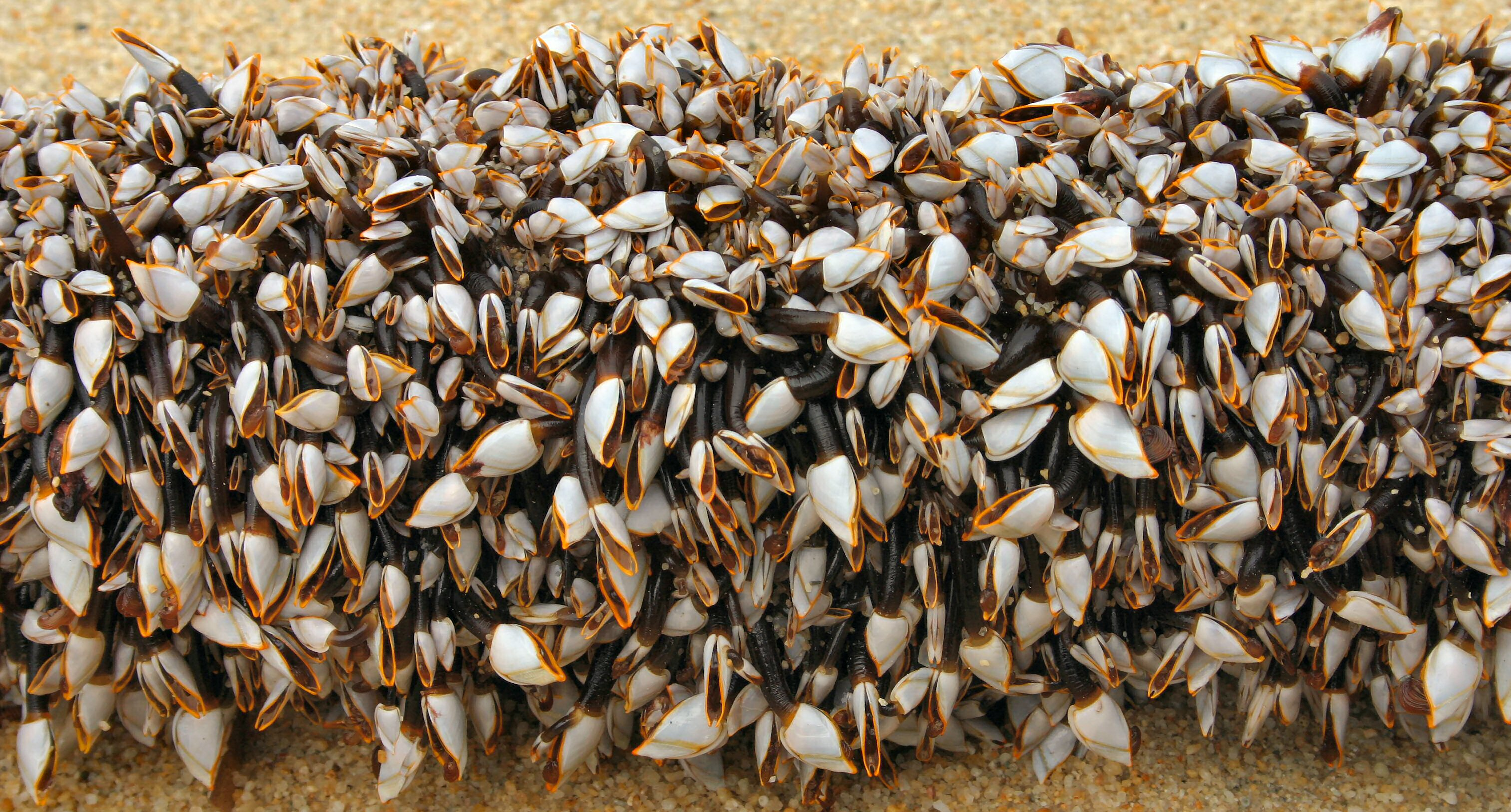
Lepas anatifera

Antes del conocimiento preciso de la migración de las aves, se pensaba que las barnaclas o gansos cariblancos  Branta leucopsis, se desarrollaban a partir de estos crustáceos. De ahí proceden los nombres ingleses de "goose barnacle" y "barnacle goose" y el nombre científico  Lepas anatifera (Latín anas = "pato"). La confusión surgía de las similitudes en color y forma. Como con frecuencia los percebes se encuentran fijos a la madera flotante se asumía que esta madera procedía de árboles que habían caído al agua. 
Así lo afirma el monje galés Giraldus Cambrensis en su Topographia Hiberniae.

## Taxonomía
El orden Pedunculata se divide en los siguientes subórdenes y familias:
Heteralepadomorpha Newman, 1987
- Anelasmatidae Gruvel, 1905
- Heteralepadidae Nilsson-Cantell, 1921
- Koleolepadidae Hiro, 1933
- Malacolepadidae Hiro, 1937
- Microlepadidae Zevina, 1980
- Rhizolepadidae Zevina, 1980

Iblomorpha Newman, 1987
- Iblidae Leach, 1825

Lepadomorpha Pilsbry, 1916
- Lepadidae Darwin, 1852
- Oxynaspididae Gruvel, 1905
- Poecilasmatidae Annandale, 1909

Scalpellomorpha Newman, 1987
- Calanticidae Zevina, 1978
- Lithotryidae Gruvel, 1905
- Pollicipedidae Leach, 1817
- Scalpellidae Pilsbry, 1907